# هیدهیکو تسوکاموتو
هیدهیکو تسوکاموتو (انگلیسی: Hidehiko Tsukamoto؛ زادهٔ ۲۴ ژانویهٔ ۱۹۷۸) بوکسور اهل ژاپن بود.